# Bettelainville
Bettelainville – miejscowość i gmina we Francji, w regionie Grand Est, w departamencie Mozela.
Według danych na rok 1990 gminę zamieszkiwały 513 osoby, a gęstość zaludnienia wynosiła 37 osób/km² (wśród 2335 gmin Lotaryngii Bettelainville plasuje się na 583. miejscu pod względem liczby ludności, natomiast pod względem powierzchni na miejscu 383.).